# Morgan Creek Entertainment
Morgan Creek Entertainment es una compañía de producción audiovisual estadounidense que ha lanzado éxitos de taquilla como Young Guns, Dead Ringers, Major League, True Romance, Ace Ventura, The Crush, Robin Hood: Prince of Thieves y The Last of the Mohicans. El estudio fue cofundado en 1988 por James G. Robinson y Joe Roth. Robinson dirige la empresa como presidente y director ejecutivo. Sus dos hijos, Brian Robinson y David C. Robinson, dirigen las operaciones diarias. El nombre de la empresa proviene de la película favorita de Roth, The Miracle of Morgan's Creek.
Morgan Creek generalmente lanza sus películas a través de estudios más grandes, conservando los derechos de autor y tomando decisiones autónomas sobre los derechos de televisión y videos domésticos. Su lista inicial de películas de 1988 a 1990 fue lanzada por 20th Century Fox, a excepción de Renegades y Coupe de Ville que fueron lanzadas por Universal y Major League que fue lanzada por Paramount, y algunos lanzamientos de videos caseros de sus primeros títulos van a Media Home Entertainment. En 1991, comenzando con Robin Hood: Prince of Thieves, cambiaron su distribución de nuevas películas, así como sus títulos de catálogo anteriores, a Warner Bros., donde permanecieron hasta principios de 2005. Más tarde ese mismo año, comenzando con Two for the Money, lanzaron sus películas más nuevas a través de Universal, aunque las películas anteriores todavía las manejaba Warner en los Estados Unidos.
En octubre de 2014, Morgan Creek vendió los derechos de distribución internacional y los derechos de autor de sus películas a Revolution Studios por $36,75 millones. En septiembre de 2015, Morgan Creek comenzó a negociar la venta de los derechos de los territorios restantes, aunque tienen la intención de retener los derechos de remake y televisión de las franquicias Ace Ventura, Major League, Young Guns y Exorcist.

## Producciones

### Películas
| Fecha de lanzamiento     | Título                               | Director                    | Presupuesto    | Bruto (mundial) | Notas |
| ------------------------ | ------------------------------------ | --------------------------- | -------------- | --------------- | --- |
| 12 de agosto de 1988     | Young Guns                           | Christopher Cain            | $11 millones   | $45.661.556     | |
| 23 de septiembre de 1988 | Dead Ringers                         | David Cronenberg            | $13 millones   | $8.038.508      | coproducción con Telefilm Canada y Mantle Clinic II                                                                                        |
| 3 de marzo de 1989       | Skin Deep                            | Blake Edwards               | $8.5 millones  | $19.674.852     | |
| 7 de abril de 1989       | Major League                         | David S. Ward               | $11 millones   | $49.797.148     | coproducción con Mirage Productions; Distribución de Estados Unidos por Paramount Pictures                                                 |
| 2 de junio de 1989       | Renegades                            | Jack Sholder                | $16 millones   | $9.015.164      | coproducción con Interscope Communications; distribuido por Universal Pictures                                                             |
| 13 de diciembre de 1989  | Enemies, a Love Story                | Paul Mazursky               | $9.5 millones  | $7.754.571      | |
| 16 de febrero de 1990    | Nightbreed                           | Clive Barker                | $11 millones   | $8.862.354      | |
| 9 de marzo de 1990       | Coupe de Ville                       | Joe Roth                    | N/A            | $715.983        | |
| 1 de agosto de 1990      | Young Guns II                        | Geoff Murphy                | $10 millones   | $44.143.410     | |
| 17 de agosto de 1990     | El exorcista III                     | William Peter Blatty        | $11 millones   | $39.024.251     | |
| 28 de septiembre de 1990 | Pacific Heights                      | John Schlesinger            | $18 millones   | $44.926.706     | última producción de Morgan Creek distribuida por 20th Century Fox                                                                         |
| 14 de junio de 1991      | Robin Hood: Príncipe de los ladrones | Kevin Reynolds              | $48 millones   | $390.493.908    | primera producción de Morgan Creek distribuida por Warner Bros.; la partitura se convertiría en la música del logo animado de Morgan Creek |
| 17 de enero de 1992      | Freejack                             | Geoff Murphy                | $30 millones   | $17.129.000     | |
| 24 de abril de 1992      | White Sands                          | Roger Donaldson             | $22 millones   | $9.011.574      | |
| 14 de agosto de 1992     | Stay Tuned                           | Peter Hyams                 | $25 millones   | $10.736.401     | |
| 25 de septiembre de 1992 | The Last of the Mohicans             | Michael Mann                | $40 millones   | $75.505.856     | coproducción con 20th Century Fox |
| 2 de abril de 1993       | The Crush                            | Alan Shapiro                | $6 millones    | $13.609.396     | |
| 10 de septiembre de 1993 | True Romance                         | Tony Scott                  | $13 millones   | $12.281.551     | coproducción con Davis Films y A Band Apart                                                                                                |
| 4 de febrero de 1994     | Ace Ventura                          | Tom Shadyac                 | $12 millones   | $107.217.396    | |
| 30 de marzo de 1994      | Major League II                      | David S. Ward               | $25 millones   | $30.626.182     | |
| 22 de abril de 1994      | Chasers                              | Dennis Hopper               | $15 millones   | $1.596.687      | |
| 9 de septiembre de 1994  | Trial by Jury (película)             | Heywood Gould               | N/A            | $6.971.777      | |
| 14 de octubre de 1994    | Imaginary Crimes                     | Anthony Drazan              | N/A            | $89.611         | |
| 28 de octubre de 1994    | Silent Fall                          | Bruce Beresford             | $30 millones   | $3.180.674      | |
| 10 de noviembre de 1995  | Ace Ventura: When Nature Calls       | Steve Oedekerk              | $30 millones   | $212.385.533    | |
| 12 de enero de 1996      | Two If by Sea                        | Bill Bennett                | N/A            | $10.658.278     | |
| 26 de enero de 1996      | Mi querido enemigo                   | Steve Miner                 | $15 millones   | $2.042.530      | |
| 22 de marzo de 1996      | Diabolique                           | Jeremiah Chechik            | $45 millones   | $17.100.369     | |
| 1 de noviembre de 1996   | Bad Moon                             | Eric Red                    | $7 millones    | $1.055.525      | |
| 2 de julio de 1997       | Wild America                         | William Dear                | N/A            | $7.324.662      | |
| 13 de marzo de 1998      | Incognito                            | John Badham                 | N/A            | N/A             | |
| 17 de abril de 1998      | Major League: Back to the Minors     | John Warren                 | $18 millones   | $3.572.443      | |
| 21 de agosto de 1998     | Wrongfully Accused                   | Pat Proft                   | N/A            | $9.623.329      | coproducción con Film |
| 23 de octubre de 1998    | Soldier                              | Paul W. S. Anderson         | $60 millones   | $14.594.226     | coproducción con Warner Bros. y Jerry Weintraub Productions                                                                                |
| 19 de marzo de 1999      | El rey y yo                          | Richard Rich                | $25 millones   | $11.993.021     | La única película animada de Morgan Creek; coproducción con Nest Family Entertainment, Rankin/Bass Productions y Rich Animation Studios    |
| 1 de septiembre de 1999  | Chill Factor                         | Hugh Johnson                | $34 millones   | $11.263.966     | |
| 18 de febrero de 2000    | The Whole Nine Yards                 | Jonathan Lynn               | $41,3 millones | $106.371.651    | coproducción con Franchise Pictures, Rational Packaging y Lansdown Films                                                                   |
| 12 de mayo de 2000       | Battlefield Earth                    | Roger Christian             | $44 millones   | $29.725.663     | coproducción con Franchise Pictures |
| 19 de julio de 2000      | The In Crowd                         | Mary Lambert                | $15 millones   | $5.217.498      | |
| 25 de agosto de 2000     | The Art of War                       | Christian Duguay            | $60 millones   | $40.400.425     | coproducción con Franchise Pictures y Amen-Ra Films                                                                                        |
| 6 de octubre de 2000     | Get Carter                           | Stephen Kay                 | $63.6 millones | $19.412.993     | coproducción con Franchise Pictures y The Canton Company                                                                                   |
| 19 de enero de 2001      | The Pledge                           | Sean Penn                   | $35 millones   | $29.419.291     | coproducción con Franchise Pictures, Clyde Is Hungry Films y Epsilon Motion Pictures                                                       |
| 23 de febrero de 2001    | 3000 Miles to Graceland              | Demian Lichtenstein         | $62 millones   | $18.720.175     | coproducción con Franchise Pictures |
| 18 de mayo de 2001       | Angel Eyes                           | Luis Mandoki                | $53 millones   | $29.715.606     | coproducción con Franchise Pictures y The Canton Company                                                                                   |
| 17 de agosto de 2001     | American Outlaws                     | Les Mayfield                | $35 millones   | $13.342.790     | |
| 9 de noviembre de 2001   | Heist                                | David Mamet                 | $39 millones   | $28.510.652     | coproducción con Franchise Pictures |
| 21 de junio de 2002      | Juwanna Mann                         | Jesse Vaughan               | $15 millones   | $13.802.599     | |
| 1 de agosto de 2003      | I'll Be There                        | Craig Ferguson              | N/A            | N/A             | |
| 20 de agosto de 2004     | El exorcista: el comienzo            | Renny Harlin                | $80 millones   | $78.000.586     | |
| 20 de mayo de 2005       | Dominion: Prequel to the Exorcist    | Paul Schrader               | $30 millones   | $251.495        | última producción de Morgan Creek distribuida por Warner Bros.                                                                             |
| 7 de octubre de 2005     | Two for the Money                    | D.J. Caruso                 | $35 millones   | $30.526.509     | primera producción de Morgan Creek distribuida por Universal Pictures desde Renegades                                                      |
| 13 de octubre de 2006    | El hombre del año                    | Barry Levinson              | $20 millones   | $41.237.658     | |
| 22 de diciembre de 2006  | El buen pastor                       | Robert de Niro              | $85 millones   | $99.480.480     | coproducción con Universal Pictures, TriBeCa Productions y American Zoetrope                                                               |
| 11 de mayo de 2007       | Georgia Rule                         | Garry Marshall              | $20 millones   | $25.992.167     | |
| 21 de septiembre de 2007 | Sydney White                         | Joe Nussbaum                | N/A            | $13.620.075     | |
| 3 de marzo de 2009       | Ace Ventura Jr: Pet Detective        | David Mickey Evans          | $7.5 millones  | N/A             | Publicado por Warner Home Video |
| 30 de septiembre de 2011 | Dream House                          | Jim Sheridan                | $50 millones   | $38.502.340     | |
| 14 de octubre de 2011    | La cosa                              | Matthijs van Heijningen Jr. | $38 millones   | $27.428.670     | coproducción con Universal Pictures y Strike Entertainment                                                                                 |
| 16 de junio de 2017      | All Eyez on Me (película)            | Benny Boom                  | $45 millones   | $54.876.855     | coproducción con Program Pictures y Codeblack Films                                                                                        |
| 6 de octubre de 2023     | The Exorcist: Believer               | David Gordon Green          | $30 000 000    | $108 503 980    | coproducción con Blumhouse Productions y Universal Pictures secuela directa de la película de 1973                                         |
| TBA                      | Dream House                          |                             |                |                 | remake de la película de 2011 |

### Televisión
| Duración  | Título                     | Notas                                              |
| --------- | -------------------------- | -------------------------------------------------- |
| 1995-2000 | Ace Ventura: Pet Detective | con Nelvana y Warner Bros. Television              |
| 2016-2017 | El exorcista               | con New Neighborhood y 20th Century Fox Television |
|           | El buen pastor             | con Showtime                                       |
|           | Dead Ringers               | con Amazon Studios y Annapurna TV)                 |
|           | Nightbreed                 | [ 10 ]                                             |
|           | Pacific Heights            | [ 10 ]                                             |